# Fahrenheit (відеогра)
Fahrenheit (також відома, як Indigo Prophecy (Пророцтво Індиго) в США і Канаді) — відеогра, інтерактивний фільм, випущений у вересні 2005 року. Вона була розроблена французькою студією Quantic Dream і видана Atari. Сценаристом і головним дизайнером гри є засновник фірми Девід Кейдж.
«Fahrenheit» був позитивно прийнятий критиками і журналістами, які переважно відзначали відмінний сценарій, який і зібрав грі безліч нагород (наприклад, GameSpot's Best Story of 2005 Awards і «Гра року» від журналу Ігроманія).
Головний герой — Лукас Кейн, виявляється в туалеті звичайної забігайлівки. В його руці закривавлений ніж, а поруч лежить труп чоловіка. Лукас абсолютно нічого не пам'ятає, але ясно розуміє, що він нікого не хотів убивати, і бажає у всьому розібратися. Пізніше в ньому відкриваються неймовірні надприродні здібності, які допоможуть йому перешкодити таємничому культу, причетному до цього, захопити світ.

## Особливості
Цікавою ідеєю розробників є відмова від традицій у жанрі пригодницьких відеоігор. Quantic Dream описує «Fahrenheit» як перше в історії «інтерактивне кіно» (термін насправді існує з 1980-х) з причин:
- У процесі створення широко застосовувалося захоплення руху і анімації з справжніх акторів.
- Сюжет і діалоги мають нелінійний характер (або, принаймні, створюють ілюзію цього).
- Розбивка екрана на сегменти.
- Інтуїтивно зрозумілий інтерфейс і реалістичний світ.
- Обмеження за часом для виконання дій і прийняття рішень як в реальному житті.

## Сюжет
Дія розгортається в січні 2009, під час аномально холодної зими. Холодного вечора в Нью-Йорку, Лукас Кейн, перебуваючи в трансі, вбиває чоловіка в туалеті забігайлівки і тікає з місця злочину. Це вбивство виявляється не єдиним злочином, здійсненим подібним чином. Детективи Карла Валенті і Тайлер Майлз прибувають на місце вбивства й починають розслідування. Гравець керує всіма трьома персонажами, а також братом головного героя Маркусом Кейном під час гри, і тому може допомогти одному персонажеві проти іншого.
Творці називають сюжет «еластичним», оскільки він може розтягнутися, щоб дозволити гравцеві приймати велику кількість альтернативних рішень, дотримуючись основної сюжетної лінії. Наприклад, у початковій сцені, гравець отримує контроль над Лукасом, який щойно вбив людину. Гравець може вибрати, наприклад, що сховати, чого не чіпати і як втекти з забігайлівки. Від цього залежить які докази знайдуть Валенті і Майлз і як інші відвідувачі забігайлівки згадають його. Пізніше протягом цілого епізоду детективам належить розгадати особистість Кейна за всіма можливими доказами.
У грі є три закінчення, які залежать лише від результату фінальних сцен. Але, крім цього, в грі є безліч інших сцен і виборів сюжету, в залежності від бажання гравця.

### Список епізодів
Наведений список епізодів відеогри «Fahrenheit»: місця і час, де і коли відбуваються дії у відеогрі. Подано короткі описи подій, що відбуваються. Де є пряма вказівка, показана температура в ° F, наочно ілюструє процес глобального зледеніння на планеті.
| Глава                         | Темп. ° F | Дата        | Місце дії             | Опис подій |
| ----------------------------- | --------- | ----------- | --------------------- | --- |
| Вбивство                      | 14        | 27.01 0:02  | «Закуски шефа»        | Нью-Йорк. Туалет забігайлівки. У трансі Лукас вбиває чоловіка ножем. Прокинувшись, бачить багато крові, не глузду і намагається приховати докази. Поліцейський йде до вбиральні, але підозрюваний вже втік. |
| Розслідування                 | 14        | 27.01 1:12  | «Закуски шефа»        | На місце злочину приїздять Карла і Тайлер. Опитування свідків, збір речових доказів та аналіз події. |
| На наступний день             | 14        | 27.01 7:52  | Квартира Лукаса       | У Лукаса тріщить голова, йому здається, що скоро до нього прийде поліцейський. Незабаром так і трапляється. Від виконаних гравцем раніше дій залежить чи виявить поліцейський сліди крові у його квартирі. |
| Визнання                      | 14        | 27.01 9:04  | Парк                  | Зустріч Лукаса з Маркусом. Розмова про життя і смерть на очах у перехожих. Лукас розповідає братові про події минулої ночі. Після прощання Лукас може опинитися під льодом, рятуючи хлопчика, який туди провалився. За порятунком стежить полісмен з забігайлівки. |
| Поліцейська робота            | 14        | 27.01 9:04  | Відділок              | Прихід Карли на роботу раніше Тайлера, який ще не виспався. Але Карла завзята, і Тайлер вже в відділку отримує ультиматум від Джефрі, що чекає повернення боргу. Гарет розповідає детективам, що він розкопав. Серед спаму Карлі приходить e-mail із згадкою про якогось Кірстена. |
| Інша реальність               | 14        | 27.01 15:34 | Банк «Незер & Джонс»  | Лукас вирішив-таки сходити на роботу, хоча стан у нього жахливий. Замість напарника Лукас вирішує сам піти полагодити робочу станцію. Тут його долають видіння. |
| Розтин                        | 14        | 27.01 15:34 | Морг                  | Патологоанатом вивчає труп убитого і коментує деталі. Карла в цей час намагається проаналізувати картину злочину. Сам лікар згадує: подібні удари в три артерії біля серця вже мали місце колись давно у справі Кірстена. |
| Тайлер і Кейт                 | 14        | 27.01 15:34 | Відділок              | Офіціантка з забігайлівки люб'язно надає Тайлеру самому підібрати ймовірний фоторобот підозрюваного. Велика ймовірність, що такий розклад нічого доброго не принесе. |
| Втрачена любов                | 14        | 27.01 21:04 | Квартира Лукаса       | Лукасу не спиться. Він воліє пройтися по квартирі і піти спати тільки коли очі почнуть злипатися. Після того як він засне, пролунає дверний дзвінок — Тіффані, колишня дівчина Лукаса, прийшла забрати свої речі. Вона може піти або залишитися — вибір залежить від гравця. Так чи інакше, посеред ночі Лукас прокинеться від дивних видінь. |
| Гра в хованки                 | 10        | 28.01 8:11  | Кладовище             | Лукас разом з Маркусом відвідує могилу своїх батьків. Спогади переносять його в дитинство, на військову базу. Хлопчик передчуває, що ангар, де зараз грають його друзі, ось-ось вибухне. Треба негайно пробратися туди повз охорону і спробувати врятувати брата і друзів. |
| Дружній бій                   | 10        | 28.01 8:11  | Спортзал              | Карла і Тайлер в спортзалі. Після розминки віирушають на ринг, де сходяться в тренувальному двобої. |
| Звіт Карли                    | 10        | 28.01 15:37 | Відділок              | Капітан Джонс наказує прискорити розслідування. У темному, сирому підвалі зберігаються архівні дані. Справу Кірстена хтось просто стер. Карла цього ще не знає, коли намагається знайти в базі даних секцію з потрібною касетою. Перешкоди: головоломка вузьких проходів і постійне тремтіння і переривчастий подих через клаустрофобію головної героїні. Якщо Карла не зможе дістати касету з даними, прийде Тайлер і замість неї виконає пошук. |
| Звіт Тайлера                  | 10        | 28.01 15:37 | Відділок              | У захаращеній триповерховій книжковій крамниці господар-китаєць не може нічого прояснити щодо старої книги Шекспіра, яку читав підозрюваний. З книги, знайденої в забігайлівці випадає закладка — обривок якоїсь роздруківки. Також потрібно виконати невелике завдання з пошуку: може букініст таки що-небудь розповість? |
| Агата                         | 10        | 28.01 19:12 | Будинок Агати         | Лукас приходить в будинок Агати. Під час гіпнотичного сеансу Лукас переноситься на місце злочину. Йому вдається згадати деякі моменти, але далеко не всі. Можливо, наступні сеанси допоможуть Лукасу згадати деталі скоєного ним злочину. |
| Питання та стрілянина         | 10        | 28.01 19:12 | Поліцейська академія  | Слідчий у справі Кірстена тепер працює інструктором зі стрільби. Карла заодно перевіряє свою боєготовність і свій пістолет. Давня справа, як виявилося, включає не одне, а серію подібних вбивств, можливо ритуальних. Чомусь розслідування тоді прикрили. |
| Все або нічого                | 10        | 28.01 19:12 | У дворі відділку      | Оригінальний спосіб вирішити питання повернення боргу. Поєдинок афроамериканця Тайлера і білого Джеффрі на баскетбольному майданчику. Обидва проявляють майстерність володіння м'ячем на міцному морозі. |
| Шторм                         | 10        | 28.01 21:27 | Квартира Лукаса       | Лукас підіймає трубку і чує дивний голос. Відразу після цього в мирну квартиру вривається ураганний вітер, у Лукаса летять речі з його квартири, замість дверей він виявляє дірку в прірву, валиться дах, провалюється у небуття підлога, а потім туди ж і сам Лукас. На щастя, Маркус приходить в найбільш підходящий момент. Як виявилося, це були знову кимось послані видіння.                                                                |
| Пророцтво                     | 10        | 28.01 21:27 | Вдома у Карли         | До Карли приходить в гості сусід-гей Томмі. Після келиха вина він кладе на стіл карти таро. Виходить, що дівчину чекають неприємності. Тим часом, у відділку Тайлер розуміє, що закладка з книги Шекспіра — папір з банку. Отримавши її факсом, Карла йде до банкіра Томмі, який згадує наявність водяних знаків. Тайлер просвічує закладку — банк визначений.                                                                                    |
| Вкидання                      | 1         | 29.01 16:32 | Банк «Незер & Джонс»  | Шукати в банк вирушає або Карла, або Тайлер — різниці ніякої, детективи задають стандартні запитання, отримують від Лукаса, який дивно себе поводить, відповіді, але доказів немає. Хіба що пошукати їх в самому кабінеті? Всі аналізи — у відділку, поки підозрюваний нічого не помітив. Причин для арешту поки немає. |
| Знову у Агати                 | 1         | 29.01 19:12 | Будинок Агати         | Замість повтору сеансу гіпнозу — труп старої. Той, хто це зробив, втік з місця злочину і викликав поліцію. У Лукаса є кілька хвилин, щоб втекти або пошукати: може Агата щось залишила? У клітці з вороном — газета 1928 року. Вбивця, як і Лукас, вирізав на зап'ястях знаки і вдарив жертву три рази ножем. |
| Річниця зустрічі!             | 1         | 29.01 19:12 | Квартира Тайлера      | Тайлера чекає вдома еротичний танець у виконанні Саманти. Сьогодні — день їх першого побачення. Карла у відділку аналізує зібрані докази, а їх зібралася пристойна кількість. І тепер-то підозрюваний стає обвинуваченим — треба терміново брати Лукаса Кейна. На підмогу летить ще й Тайлер. |
| Криваве прання                | 1         | 29.01 19:48 | Будинок Агати         | Сильний напад головного болю у Лукаса. Він бачить: хтось приходить в пральню після закриття, вводить в транс службовця, який накидається на чергову жертву. І знову являється Лукасу маленька дівчинка, простягаючи назустріч руку. |
| Конфронтація                  | 1         | 29.01 20:03 | Квартира Лукаса       | Вибиті двері. Детективи бачать в квартирі вбивці чудесний притулок сатаніста. Треба почекати обвинуваченого, який в цей час підходить до під'їзду. Лукаса оточує наряд поліції, який незабаром у повному складі падає на землю. Надлюдина ухиляється від машин, чіпляється за вертоліт і тікає на поїзді. |
| Капітан Джонс дуже засмучений | −4        | 30.01 8:42  | Відділок              | Карла і Тайлер, які намагаються заспокоїти капітана, отримують замість цього від начальника черговий заряд ентузіазму. |
| Палі ангели                   | −4        | 30.01 7:56  | Собор Св. Павла       | Лукас отямлюється, прокинувшись в церкві. Йому привиділося, що з'явилася стара Агата, потім ожили статуї під стелею і повозили його на руках під самим куполом. Втім, не від щирого серця все це, про що і визнається Лукас братові, який перервав важкий сон. |
| Мило, кров і докази           | −4        | 30.01 7:56  | Пральня               | Майже те ж, що і на початку. Карла з Тайлером вивчають два трупи. Свідків немає, збір речових доказів та аналіз події. Схожа картина з убивством в забігайлівці. |
| Втікач                        | −4        | 30.01 14:14 | Квартира Тіффані      | Лукас йде на обід до Тіффані. Правда, його там уже чекають поліцейські. Але він користується обхідним шляхом. І тільки Тіффані відкриє двері, перекинеться парою слів з одним, бо Тайлер із загоном прийде обшукувати квартиру. Лукас ховається і намагається стримати серцебиття. Це дає результат: поліція іде, не знайшовши підозрюваного. |
| Янос                          | −4        | 30.01 14:14 | Психлікарня Беллвью   | Карла зустрічається зі зв'язаним зі справою Кірстена вбивцею Яносом, який передрікає замерзання всього людства і говорить про Помаранчевий клан. Раптово вимикається світло, і відкриваються камери з психопатами. Карла насилу вибирається. |
| Професор Курякін              | −4        | 30.01 19:31 | Музей                 | Представившись журналістом, Лукас намагається більше дізнатися про ритуальні церемонії у професора, якого бачив по телевізору. Спеціаліст розповість про цивілізацію майя, Оракула, «двоголового змія» і процедуру вбивства. Виходячи через запасний вихід, Лукас ухиляється від оскаженілих автомобілів. |
| Секрети Майя                  | 104       | 31.01 16:59 | Невідомо де           | Оракул переносить Лукаса в Хвилю, де відчуває у хлопцеві наявність Хрому — речовини, що дає надлюдські здібності. Виявляється, видіння Лукаса — це те, що бачить сам Оракул: тому це йому не подобається. Лукас тікає від чудовиська, яке зупиняє тільки привид Агати, який розповів, що треба терміново знайти дівчинку. |
| Клан                          | −4        | 31.01 19:21 | Невідомо де           | Лукасу сниться видіння. Помаранчевий клан викликає на килим Оракула. Той виправдовується, як може, і обіцяє, що впорається з Лукасом. У підсумку, Оранжевий клан розуміє що є інший клан — невідомий супротивник. Всі шукають дитя Індиго! |
| Нова загроза                  | −14       | 31.01 20:01 | Старий готель         | Лукас прокидається від чергового видіння: до Маркуса заявився сам Оракул. Треба терміново дзвонити братові! Маркус просить незнайомця почекати і, на вимогу Лукаса, замикається в кімнаті. У цей час, за наводкою інформатора Карла і Тайлер вриваються в номер 369, де повинен бути обвинувачений. Це не той номер, а 366! Коли вони таки знаходять потрібну кімнату, то Лукас встигає сховатися.                                                |
| Американські гірки            | −14       | 31.01 22:13 | Атракціони            | Оракул викрав Тіффані і вимагає зустрічі в безлюдному місці. Лукас йде за вороном і бачить подругу на вершині Американських гірок. Виявляючи чудеса володіння вагонеткою і відчуттям рівноваги, хлопець відв'язує Тіффані. Після обвалення платформи вони обоє падають. |
| Дитячий лепет                 | 104       | 01.02 21:40 | Невідомо де           | Лукас чує дивні голоси, які згадують спинномозкову активність. Йому сниться дитинство. Двом непосидам-братам нетерпиться дізнатися, що ж приховано в ангарі. Вони намагаються пробратися туди повз солдатів охорони. До цілі доходить один Лукас, де розкриває від здивування очі — і тільки … |
| Шах і мат!                    | 104       | 01.02 21:40 | Невідомо де           | Оракул доповідає Помаранчевому клану про те, що успішно прибрав супротивника. Його заслуховують і нагадують, що пора вже відшукати дитя Індиго, і нехай здійсниться Пророцтво! |
| Договір                       | −40       | 05.02 10:24 | Кладовище             | Могила Тіффані. Карла приходить на призначену Лукасом зустріч, бо не вірить в офіційну версію. Карла задає загальні питання про подію, Лукас згадує дитя індиго і Помаранчевий клан. Детективу і Лукасу треба об'єднатися, щоб врятувати людство. Карла зауважує, що Лукас замерз, але це не від холоду. |
| Джейд                         |           | 27.02 9:30  | Невідомо де           | Поки Лукас спить, йому знову з'явиться маленька дівчинка, яка простягає руку. На ній одяг дитячого притулку Св. Томаса. Якщо видіння буде яскравим, то можна трохи політати уві сні. Але сон чомусь кошмарний, що помічає Карла в спідній білизні. |
| Промерзлі до кісток           | −63,4     | 27.02 9:30  | Відділок              | Тайлер, звичайно, помітив: Карла щосьприховує. Її воля сказати правду про Лукаса чи ні. Приходить Саманта, яка намагається забрати Тайлера в трохи теплішу Флориду. Взагалі у детектива і тут справ вистачає, але чи не час здати значок? |
| Де Джейд?                     | −88,6     | 27.02 11:07 | Дитячий притулок      | Лукас і Карла приїжджають за дівчинкою. Виявляється її звуть Джейд. Оракул поруч і так просто дитину не відпустить. На даху будівлі чекає важкий бій. Ще й вертольоти спробують розрізати на шматки гвинтами. Тільки втік — тут же Агата, що опинилася Кіборгом. Ось і цьому потрібно дитя! А Лукас-то мертвий — у нього імплантат в голові. |
| Богарт                        | −88,6     | 27.02 14:21 | Секретна база         | Поки Кіборг бився з Помаранчевим кланом, Лукасу та Карлі вдалося втекти в каналізацію разом з безпритульним. На станції підземки у Невидимих засідання. На порядку денному — зупинити ворогів. Мета — артефакт Хрому на базі Вішиті. Героям треба добре виспатися, щоб бадьоро закінчити розпочате. |
| Відкриття                     |           | 28.02 3:01  | Військова база Вішита | Якось Лукасу в дитинстві не спалося. Він прокинувся посеред ночі та й пішов на кухню підслухати, що батьки говорять про нього. Ті говорять, що їх син серйозно опромінився від артефакту і став себе дивно поводити. |
| Вирішальна битва              | −104,8    | 28.02 21:31 | Військова база Вішита | Лукас і Карла йдуть рятувати людство. Дитина Індиго вже на базі, вівтар поруч, тільки супротивники заважають, то Кіборг, то Оракул. Лукас може перемогти, але може і програти — хтось один покладе дитя на вівтар. І від цього залежить доля людства. |

### Закінчення
| Варіант закінчень | Умова отримання                                   | Події після фінальної битви |
| ----------------- | ------------------------------------------------- | --- |
| Хороше            | Перемогти Оракула і Кіборга у «Вирішальній битві» | Рай на землі. Помаранчевий клан продовжує таємно правити світом. Фіолетовий клан продовжує полювання за людьми в Мережі. Лукас Кейн не знає, куди подіти свою могутність, не хоче бути богом, але відчуває, що людство ще не раз доведеться рятувати від нових і невідомих поки загроз. |
| Помаранчевий клан | Програти Оракулу у «Вирішальній битві»            | Клімат став нормальним. Оракул відпустив головних героїв. Лукас Кейн живе в своїй колишній квартирі. Зовні життя не змінилося, але довідавшись головну таємницю Всесвіту Помаранчевий клан готує щось жахливе для людства, і тоді почнуться нові випробування.                          |
| Фіолетовий клан   | Програти Кіборгу у «Вирішальній битві»            | Новий льодовиковий період. 3/4 людства загинуло. На людей які вижили полюють роботи. Штучний інтелект відпустив головних героїв. Лукас Кейн живе під землею з Невидимими. Людство врятує тільки нове дитя індиго, можливо, ним стане дитина Карли і Лукаса.                             |

## Персонажі

### Лукас Кейн
Головний персонаж гри. Йому 31 рік. Лукас з своїм старшим братом Маркусом виросли на віддаленій військовій базі Вішиті, де працювали їхні батьки. Вони були вченими, що досліджують дивний артефакт — джерело Хрому. "Хром — сила, яка створила всесвіт, початок всіх початків. Тих, хто нею володіє, вона наділяє неймовірними здібностями ". Випромінювання від джерела вплинуло на Лукаса, коли він був ще в утробі матері. Це дало йому дар прорікання й інші надприродні здібності, до пори до часу сплячі в ньому. Його батьки загинули в автокатастрофі за десять років до подій гри, що сильно на нього вплинуло. Тепер він працює  системним адміністратором в банку на Манхетені. Після вбивства в забігайлівці пророчі видіння почастішали, після чого Лукас став сильніше і швидше, знайшов надлюдську спритність і став проявляти здатність до телекінезу. Лукаса озвучує Девід Гезмен, в локалізації від Акели — Петро Іващенко.

### Карла Валенті
Головний персонаж гри. Їй 28 років. Карла — детектив поліції Нью-Йорка. Вона розслідує вбивство в забігайлівці, що приводить її до Лукаса. Вона дуже відповідально ставиться до своєї роботи, але нещасна в особистому житті. Її природна цікавість змушує її працювати над найбезперспективнішими злочинами, сподіваючись знайти будь-яку зачіпку. Також вона страждає клаустрофобією. Карлу озвучує Барбара Вебер-Скафф, в локалізації від Акели — Ольга Звєрєва.
- Карла Валенті займає 27 місце в списку найбільших жіночих персонажів в історії відеоігор (англ. The 50-Greatest Female Characters in the History of Video Games)
- Героїня зайняла 8-е місце в рейтингу найсексуальніших героїнь комп'ютерних ігор за версією ігрового ресурсу Playground.ru

### Тайлер Майлз
Напарник Карли є її повною протилежністю у ставленні до роботи і життя в цілому. Йому 25 років. Він дуже життєрадісний персонаж. А ще він вірний своїй роботі і подрузі, Саманті (або ж просто Сем) Мелоун. Тайлер і Саманта завжди були близькі, але вона знаходиться в постійному страху, що він коли-небудь не повернеться додому. Погіршення погоди та справа про вбивство в забігайлівці примушує Тайлера думати про відставку і переїзд у Флориду до багатих батьків Саманти. Тайлер любить баскетбол, відеоігри і старі платівки. Тайлера озвучує Девід Гезмен, в локалізації від Акели — Олександр Гаврилін.

### Маркус Кейн
Старший брат Лукаса — священник у церкві Святого Павла. Йому 34 роки. Маркуса турбує розумовий стан брата, і він розривається між бажанням допомогти братові, який убив людину, і прагненням зберегти відданість принципам своєї віри. Коли вони були дітьми, більш товариський Маркус намагався втягувати Лукаса в ігри з друзями. Долю Маркуса вирішує гравець. Маркуса озвучив Даг Ренд, в локалізації від «Акели» — Дмитро Філімонов.

### Тіффані Харпер
Колишня дівчина Лукаса, вона приходить додому до Лукаса на наступний день після вбивства в забігайлівці. Лукас все ще любить її, і, з волі гравця, може відновити з нею стосунки. Оракул викрадає її і використовує як приманку для Лукаса. Коли Лукас приходить врятувати її, Оракул обрушує дерев'яну платформу на вершині  американських гірок, де він тримає її як в'язня, і Тіффані разом з Лукасом гинуть від падіння. Її ховають на наступний день. Після чого у її могили зустрічаються відроджений Лукас Кейн і детектив Карла Валенті. Тіффані озвучує Барбара Скафф.

### Оракул
Оракул, опанувавши розумом Лукаса, змусив його зробити вбивство. Протягом гри він являється Лукасу у видіннях, намагаючись вбити його, бо після вбивства в забігайлівці між ними встановився ментальний зв'язок, розірвати який можна лише убивши одного з них. Пізніше з'ясовується, що він жрець Майя, якому вже понад 2000 років від народження. Оракул працює на Помаранчевий клан, багато років він здійснює людські жертвопринесення чужими руками, бо агонія жертв відкриває брами в інший світ, допомагаючи Оракулу провіщати, щоб знайти дитя Індиго. Його озвучує Пол Бенд, в локалізації від «Акели» — Олександр Груздєв.

### Джон Уїнстон
Чоловік, убитий Лукасом.

### Кейт Моріссон
Офіціантка в забігайлівці. Саме вона допомагає скласти фоторобот Лукаса.

### Джейд (дитя індиго)
Абсолютно непорочне дитя, душа якого ніколи раніше не втілювалася, вона знає відповіді на всі питання. Її пришестя очікувалося з початку часів, Помаранчевий і Фіолетовий клани жадають роздобути її, адже той, хто почує її послання (цей вибір залежить від гравця), отримає безмежну могутність. Вона з'являється як маленька дівчинка, страждаюча аутизмом, одягнена в форму католицького інтернату.

### Агата
Літня,  сліпа,  паралізована жінка, яка використовує ясновидіння, щоб допомогти Лукасу зрозуміти, що трапилося з ним в забігайлівці. Хоча вона гине в першій частині гри, Лукас бачить її після цього; виявляється, це є маскуванням члена Фіолетового клану, щоб змусити Лукаса служити їм (це кіборг). Її озвучує Джоді Форрест.

### Фіолетовий клан
У  80-х роках XX століття штучний інтелект в мережі одній з секретних військових лабораторій знайшов самосвідомість. Вирвавшись на волю, він влаштувався в Інтернеті, де розмножився за допомогою  комп'ютерних вірусів і нанороботів. Фіолетовий клан жадає роздобути Дитя індиго, щоб знищити людство і зробити себе головною формою життя на планеті.

### Помаранчевий клан
Ніхто точно не знає, хто входить в Помаранчевий клан, але, судячи з усього, їх п'ятеро, які володіють безмежною владою; уряд, поліція, армія, фінансова система, ЗМІ — все належить їм. За минулі століття імперія, створена Помаранчевим кланом, охопила весь світ. Вони жадають роздобути дитя індиго, щоб знайти безсмертя і могутність богів і правити Землею вічно.

### Невидимки
Таємна підпільна організація, що спостерігає за кланами з початку часів, їх завдання зробити так, щоб дитя індиго не потрапило в погані руки. Серед них багато бездомних, яких звичайні люди просто не помічають (що дуже допомагає їм у роботі). Вони є у кожному місті світу, лідер Невидимок в Нью-Йорку — бездомний на прізвисько Богарт, який виявляється набагато розумнішим п'яного типу, яким він прикидається при спілкуванні з людьми. Саме вони допомогли Лукасу і Карлі дістатися до військової бази в Вішиті за день до розв'язки. Надалі можуть прихистити Лукаса і Карлу (залежить від дій гравця).

## Управління
Версії гри для консолей відкидають більшість традиційних методів управління персонажами, використовуючи два аналогових стіки для всіх дій гравця. Лівий стік управляє рухом персонажа, а правий використовується для контекстних дій. Наприклад, коли Лукас підходить до свого столика в забігайлівці у початковій сцені, рух правого стіка в один напрямок змусить його сісти за стіл, в другий — подивитися на рахунок, а в третій — випити те, що в склянці. Можливі опції зображуються у вигляді простих діаграм зверху екрану. Деякі особливо складні рухи, наприклад, залізти на паркан або вертіти йо-йо, вимагають не спрямованого руху стіка в певну сторону, а, наприклад, рухів «вниз-вгору» або «вгору-вправо».
Під час тренувального рівня, режисер Девід Кейдж інструктує гравця, що при відкриванні дверей, слід рухати стік повільно, для збільшення почуття «злиття» з грою. Дуже рідко потрібно використовувати інші клавіші на геймпаді (Y, B, і A або трикутник, O і X, на Xbox і PS2, відповідно) для управління меню та інтерфейсом, включаючи зміну персонажів.
У версії гри для комп'ютера, гра управляється клавіатурою і мишкою, де клавіші і рух миші використовуються таким же чином як і аналогові стіки, але геймпади зі стіками теж підтримуються грою, і навіть рекомендуються.
У грі також присутня велика кількість сцен, які повністю слідують сценарію, але все ж вимагають швидких рефлексів від гравця. Під час цих сцен, в середині екрана відображаються дві окружності з кольоровими сегментами, тоді як «позаду» них відбувається якась дія в стилі фільмів-бойовиків. Ці діаграми відображають послідовності введення контролів, які гравець повинен повторити щоб визволити персонажа з небезпеки. Контролювати правильність введення можна орієнтуючись на звукові сигнали. Іноді гравцеві доводиться дуже швидко натискати альтернативно ліву і праву «плечову» кнопки, зазвичай щоб симулювати фізичне навантаження, наприклад біг або плавання.
Розмови теж є основною частиною гри, де правий стік використовується для вибору опцій діалогу. Іноді вони доповнюються шкалою «підозри», якщо розмова ведеться з поліцією або з професором Курякіним. Наприклад, непереконливі відповіді при допиті збільшують шкалу «підозри». У цих ситуаціях, якщо гравець не робить вибір в призначений час, гра сама робить вибір, чи розмова переривається. Слід згадати, що неможливо припинити розмову без мінімуму інформації, необхідної для просування гри, і якщо гравець постійно вибирає опції, що не надають цю інформацію, гра зрештою сама зробить потрібний вибір.

### Ресурси
У кожного ігрового персонажа є шкала «осудності», яка йде від повної до порожньої, відображаючи розумове здоров'я персонажа. Багато дій з гри віднімають бали від шкали, але повсякденні дії (такі як харчування або користування туалетом) додають їх. Порожня шкала закінчує гру в залежності від персонажа (Карла і Тайлер здають свої поліцейські жетони, а Лукас або здає себе поліції, або вчиняє самогубство, або потрапляє в психлікарню).
У Лукаса є бали здоров'я, які можуть бути витрачені, коли гравець отримує в бою поразку. Заповнити їх можна, купуючи різні предмети — хрестик у брата-священика Маркуса або гілочку рослини.

## Саундтрек
Девід Кейдж, якому подобаються саундтреки до фільмів  Девіда Лінча, поекспериментував з декількома композиторами і зупинив свій вибір на Анджело Бадаламенті. Кейдж не захотів звичайних оркестрових прийомів у стилі  Джона Вільямса, а дещо більше емоційне і атмосферне як у Бадаламенті.
Також в грі використані музичні фрагменти, які можна відкрити і окремо прослухати як бонус:
| Музика з гри | Музика з гри       | Музика з гри        | Музика з гри |
| #            | Назва              | Виконавець          | Тривалість   |
| ------------ | ------------------ | ------------------- | ------------ |
| 1.           | «Santa Monica»     | Theory of a Deadman | 4:06         |
| 2.           | «No Surprise»      | Theory of a Deadman | 3:40         |
| 3.           | «Say Goodbye»      | Theory of a Deadman | 3:04         |
| 4.           | «No Way Out»       | Theory of a Deadman | 3:29         |
| 5.           | «Love T.K.O.»      | Teddy Pendergrass   | 4:59         |
| 6.           | «Street Tough»     | Бен Кінг            | 4:32         |
| 7.           | «Hang It Up»       | Patrice Rushen      | 5:11         |
| 8.           | «Try It Again»     | Bobby Byrd          | 3:31         |
| 9.           | «Let It Crawl»     | Society’s Bag       | 2:34         |
| 10.          | «Just an Illusion» | Leee John           | 4:09         |
| 11.          | «No Good Man»      | Nina Simone         | 3:39         |
| 12.          | «Sandpaper Kisses» | Martina Topley-Bird | 3:52         |
| 13.          | «Escape or Fight»  | Angelo Badalamenti  | 3:59         |

## Відмінності в північноамериканській версії
Початкову назву «Fahrenheit» було змінено на «Indigo Prophecy» в США і Канаді. Ця зміна була зроблена, щоб запобігти конфузу з фільмом «Фаренгейт 9/11». Всі сексуальні сцени та інші «дорослі» частини гри були або видалені з «Indigo Prophecy», або відредаговані, щоб гра могла отримати рейтинг Mature (17 +) в ESRB.
- Секс між Лукасом та Тіффані був повністю вирізаний з американської версії. Тим часом, подальша сцена, де Лукасу сниться сон, де він бачить на сходовій клітці Джейд збережена, і Тіффані все одно лежить поруч з Лукасом на ліжку, якщо гравець зробив відповідні дії в попередніх сценах.
- У сцені, де Карла приймає душ, на текстури її тіла в інтимних місцях в американській версії було накладено майже прозору рожеву білизну.
- Сексуальна сцена між Лукасом та Карлою була урізана на три чверті і в підсумку демонструвалися лише перші кілька секунд, де показувалася порожня 3D-декорація вагона.
- Бонусна сцена танцю з Сем в американській версії обривалася відразу після того, як вона кидає свою сукню Тайлеру в обличчя.
- На обкладинці «Indigo Prophecy» була видалена кров, що капає з ножа і рук Лукаса.

Неврізана версія була випущена в Америці в Інтернеті під назвою « Fahrenheit: Indigo Prophecy Director's Cut» з рейтингом «Adults Only» (18 +).
Гра не стикалася з подібними проблемами в інших частинах світу і тому в СНД було випущено невідредаговану версію під оригінальною назвою « Fahrenheit», причому, в Росії гра була випущена без будь-яких вікових обмежень.

## Цікаві факти
- Деякі сцени, особливо повітряна сутичка між Лукасом та Оракулом і ходіння по стінах, нагадують сцени з серії фільмів «Матриця», крім того в грі досить багато сцен нагадують сцени з фільму «Темне місто».
- Початкова заставка показує панорамний політ над Нью-Йорком, в якому можна побачити засніжену Статую Свободи.
- На тумбочці поруч із ліжком Тайлера стоїть декоративна фігурка, про яку він скаже, що це фігурка Сокса — персонажа його улюбленої відеоігри. Ця відеогра називається «Omikron: The Nomad Soul» — попередній проєкт Quantic Dream.
- Також, в одному з епізодів, в комп'ютері одна з новин про фільм Omikron, який отримав високі оцінки критиків — ще одне відсилання до Omikron: The Nomad Soul.
- В одній із глав, де потрібно Тайлером прийти в підпільний магазин, господар магазину попросить принести йому книгу, схожу на ту, яку він видасть гравцеві. Автор цієї книги — якийсь «De Gruttola». Це справжнє прізвище Девіда Кейджа, глави студії Quantic Dream.
- В епізоді, коли Карла відвідує психіатричну клініку, її зустрічає медбрат Барні — один з другорядних героїв серії фільмів про Ганнібала Лектера.
- В одній із новинних статей на комп'ютері згадується конфлікт між Пакистаном і США, де США вважає Пакистан загрозою Америці і обіцяє докласти всіх зусиль для ліквідації зброї масового ураження. Це можливе відсилання до Іракської війни.
- Повсюдно в грі зустрічаються картки-бонуси, при піднятті яких в лівому нижньому кутку з'являється зображення карти з підписом (бонус +5, +10, +15 або +20). Бонусні очки використовуються для відкриття додаткових матеріалів в меню гри.

## Оцінки
Більшість оглядів критиків похвалили ентузіазм розробників у справі новаторського підходу створення квесту, успішну спробу перегляду класичного жанру і додавання нових ідей. Однак були відзначені також дивні сюжетні повороти і неспішний характер другої половини гри.